# Jason Lewis (aventureiro)
Jason Lewis FRGS (nascido em 13 de setembro de 1967) é um escritor, explorador e ativista da sustentabilidade inglês creditado por ser a primeira pessoa a circum-navegar o globo pelo poder humano. Ele também é a primeira pessoa a cruzar a América do Norte em patins em linha (1996), e o primeiro a cruzar o Oceano Pacífico por força de pedal (2000). Juntamente com Stevie Smith, Lewis completou a primeira travessia do Oceano Atlântico da Europa continental para a América do Norte por força humana (1995).